# Jack Thompson (cestista)
John Sigred Thompson, detto Jack (New York, 26 marzo 1946), è un ex cestista statunitense, professionista nella ABA.

## Carriera
Venne selezionato dai Baltimore Bullets al terzo giro del Draft NBA 1968 (33ª scelta assoluta).
Disputò 2 partite con gli Indiana Pacers nella stagione ABA 1968-69.